# Octavio Zambrano
Octavio Zambrano (Guayaquil, Ecuador, 1958. február 3. –) ecuadori labdarúgó,  edző, Magyarországon a másodosztályú Tatabánya FC edzője volt.

## Pályafutása
Zambrano 1980-ban költözött el szülőhazájából az Egyesült Államokban, ahol a Chapman Testnevelési Egyetemre iratkozott be. Játszott a Major Indoor Soccer League-ben, segédedzőként tevékenykedett az APSL-ben és az USISL-ben (alacsonyabb osztályú amerikai bajnokságok). Majd a Los Angeles Galaxy kispadjára ülhetett le Lothar Osianer mellé, akinek helyét rövidesen átvette. Noha az 1998-as szezonban a csapat jól szerepelt, az 1999-es szezon botladozásai miatt Zambranót elbocsátották. 2000-ben a Metro Stars vezető edzője lett, ahonnan a csapat gyenge teljesítménye miatt szintén távoznia kellett. 2008-ban a Tatabánya FC-hez szerződött, azonban nem tudta a csapatot megmenteni a visszaeséstől az NBII Nyugati Csoportjába.